# Мост Сан-Гонсалу
Мост Сан-Гонсалу перекинут через реку Тамега в городе Амаранти. Вместе с соседней церковью и монастырём Сан-Гонсалу служит «визитной карточкой» и символом древнего португальского города.
Первый мост на дороге, ведущей в Гимарайнш и Брагу, был сооружён ещё при римлянах. Согласно легенде, второй мост на древнеримских устоях около 1250 года построил на пожертвования сам святой Гонсалу из Амаранти. 10 февраля 1763 года во время большого наводнения он рухнул в воды реки Тамега. Гранитный крест с изображениями распятия с одной стороны и Богоматери с другой, стоявший посередине моста, удалось спасти за час до обрушения. Сейчас крест установлен в обращённой на мост оконной нише церкви Сан-Гонсалу, так что образ Святой Девы продолжает оберегать проходящих здесь путников.
В 1782—1790 годах мост Сан-Гонсалу был реконструирован под руководством архитектора Карлоса Амаранти, автора знаменитой базилики Бон-Жезуш. В апреле 1809 года в ходе Пиренейской войны героическая португальская армия 14 дней обороняла его от войск Наполеона, что осталось в истории как битва при Амаранти. В 1910 году мост Сан-Гонсалу включён в число национальных исторических памятников Португалии.
Все три арочных пролёта имеют разную длину, средний — самый большой. Промежуточные опоры моста с обеих сторон (вверх и вниз по течению) укреплены контрфорсами, оформленными сверху как полукруглые балконы с каменными скамьями. Береговые опоры украшены двумя парами пирамидальных стел, увенчанных шарами.